# Robert Foster Kennedy

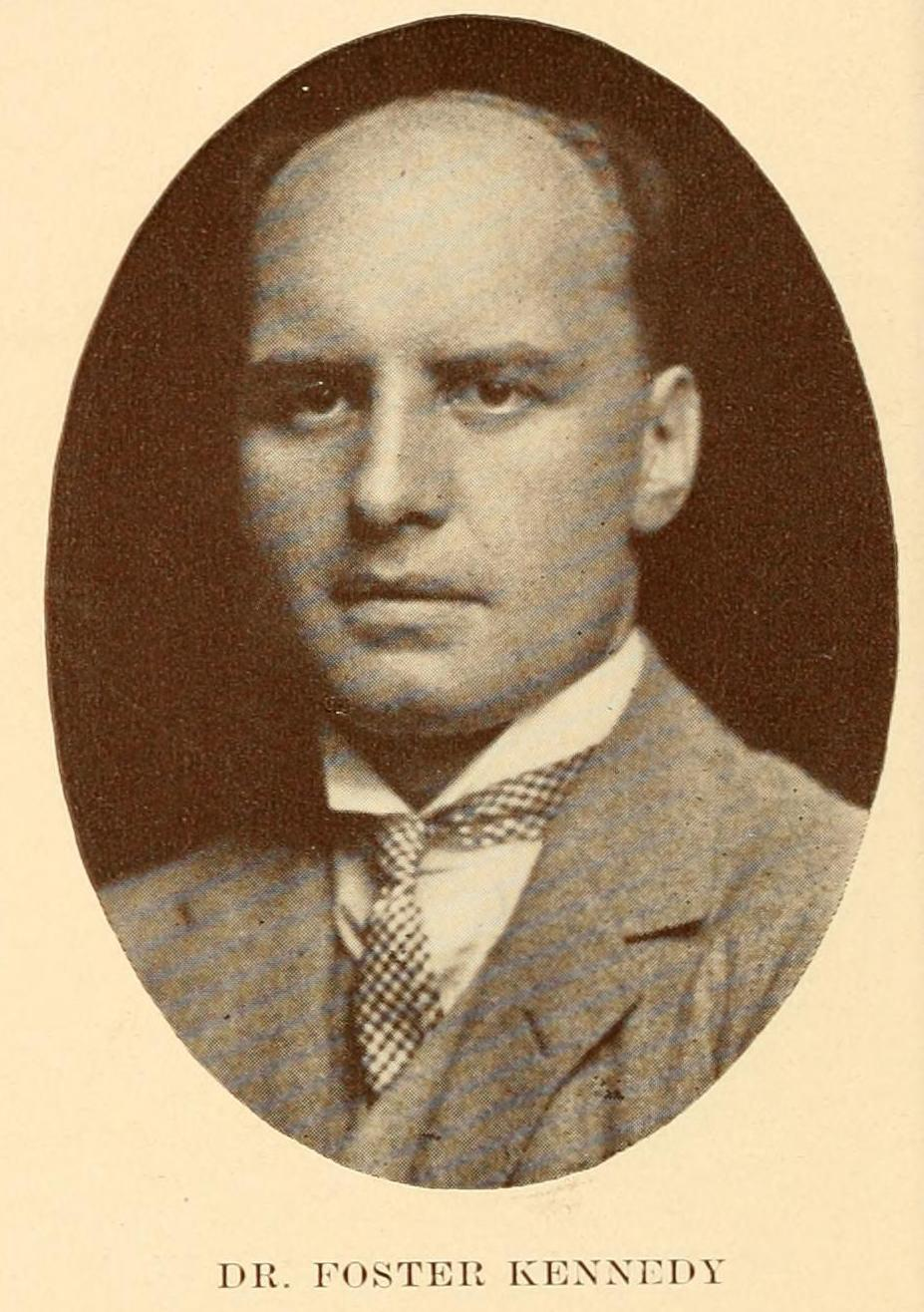
Robert Foster Kennedy

Robert Foster Kennedy (* 7. Februar 1884 in Belfast; † 7. Januar 1952) war ein irisch-amerikanischer Neurologe.

## Biografie
Sein Medizinstudium absolvierte er an der Royal University of Ireland, Dublin. Nach erfolgreichem Abschluss im Jahre 1906 arbeitete er am National Hospital, Queen’s Square, wo er in seiner Arbeit durch medizinische Größen wie Sir William Gowers, John Hughlings Jackson, Sir Victor Horsley und Sir Henry Head geprägt wurde.
1910 wurde Kennedy an das gerade entstandene Neurological Institute in New York eingeladen. Im Ersten Weltkrieg kehrte er zurück nach Europa und diente zunächst in einem französischen Feldlazarett und anschließend bei einer britischen Einheit. Bei seiner Arbeit an vorderster Front entkam er mehrfach der Verwundung und wurde in Frankreich zum Ritter der Légion d’Honneur geschlagen. Am 3. Juni 1912 wurde er Fellow der Royal Society of Edinburgh.
Danach arbeitete er am Bellevue Hospital in New York, unter anderem mit Samuel Alexander Kinnier Wilson zusammen. Foster Kennedy wurde Professor der Neurologie an der Universität von Cornell und wurde 1940 Präsident der American Neurological Association.
Kennedy war Eugeniker und Befürworter von Zwangssterilisationen und der Ermordung behinderter Kinder.
Er war einer der ersten Anwender der Elektrokrampftherapie bei der Behandlung von Psychosen und zeigte auf, dass Kriegsneurosen eine Form von Massenhysterie seien. Er sah die Ursache der Erkrankung im inneren Konflikt des Soldaten zwischen Selbsterhaltungstrieb und Herdentrieb.
Das nach ihm benannte Foster Kennedy-Syndrom wurde von ihm 1911 beschrieben.

## Werke
- R. Foster Kennedy: Epilepsy and the convulsive state. Baltimore, Williams & Wilkins Company, 1931
- F. Kennedy, A. M. Frantz, C. C. Hare, eds. The Inter-Relationship of Mind and Body (Association for Research in Nervous and Mental Disease Research Publications, Vol 19). Baltimore, Williams & Wilkins 1939